# البريد العراقي
البريد العراقي هي الشركة الرسمية لخدمات البريد في العراق.كانت تتبع شركة الاتصالات والبريد العراقية، إلى أن قرر مجلس الوزراء العراقي تاسيس شركة عامة باسم الشركة العامة للبريد والتوفير ويعد البريد العراقي تابع لتلك الشركة.
ويعود أصل بداية البريد في العراق إلى العهد العثماني، وفي سنة 1868 افتتحت بريطانيا مكتبين بريدين في العراق، وبدأ الاهتمام بالبريد الحديث بعد صدور نظام البريد العثماني سنة 1869، وبدأ يتطور من حيث النقل والإدارة والمعاملة، وباشرت السلطات في العراق بتأسيس مكاتب بريدية، وانشأت العديد من دوائر البريد والخطوط البريدية الحديثة وسن قانون البريد العراقي عام 1930.
في عهد النظام العراقي السابق، كانت السلطة تفرض رقابة شديدة على الرسائل، وتعد دائرة البريد تابعة للأجهزة الأمنية، وقد تعطلت دائرة البريد بعد سقوط النظام العراقي السابق إلى أنها عادت للعمل بعد خمسة أيام من سقوطه، وكان البريد العراقي يعاني من سوء الأوضاع الأمنية وتعرض مركبات الدائرة لعمليات السلب والسرقة.
بعد عام 2003، في عام 2004، قامت السلطة العراقية آنذاك بتصحيح وتحديث نظام الرمز البريدي، وافتتاح مركز الخدمة الدولية، وتطوير البريد العراقي.
في عام 2016، قرر مجلس الوزراء العراقي إنشاء شركة عامة باسم الشركة العامة للبريد والتوفير وتعد دائرة البريد العراقي تابعة لها، وفي 2019، خفضت وزارة الاتصالات تكلفة نقل الطرود البريدية للكيلو غرام الواحد إلى خارج العراق، وأعلنت الوزارة في نفس العام، عن اعتزامها تنفيذ مشروع تتبع الإرساليات البريدية، وفي العام نفسه شرعت الشركة العامة للبريد والتوفير، التابعة لوزارة الاتصالات، بنقل البريد العراقي من دول العالم كافة إلى العراق، بالاتفاق مع زوود مول.
في 2020، افتتحت وزارة الاتصالات العراقية، مشروع تطوير الشركة العامة للبريد والتوفير. وأعلنت الوزارة في نفس العام، عن قفز العراق 27 مرتبة ضمن التصنيف الدولي للبريد الذي يصدره الاتحاد البريدي العالمي.

## تاريخ البريد العراقي
تعود أصول الخدمة البريدية في العراق إلى القرن التاسع عشر عنما كانت الدولة العثمانية تدير مكاتب للبريد في بغداد والبصرة وكركوك. وبعد مجيء البريطانيين قاموا بتطوير الخدمة وتم تأسيس البريد العراقي.
لم يكن للدولة العثمانية مكاتب بريدية في العراق إلى ما بعد منتصف القرن التاسع عشر، وتعد خدماتها في هذا المجال، كانت غير منتظمة وبدائية وعللت العديد من المصادر عدم اهتمام الدولة العثمانية بإنشاء مكاتب رسمية عثمانية إلى إفادتها من خدمات البريد التي انشأتها المقيمية البريطانية في العراق، ففي سنة 1868 افتتحت بريطانيا مكتبين بريدين الأول في البصرة، والثاني في بغداد. وبدأ الاهتمام بالبريد الحديث، بعد صدور نظام البريد العثماني سنة 1869، حيث أخذ البريد يتطور من حيث النقل والإدارة والمعاملة. وباشرت السلطات في العراق بتأسيس مكاتب بريدية، وإقامة خطوط للخدمة البريدية بين بعض المدن الرئيسة، فقد إنشأت بالإضافة إلى الخط البريدي بين بغداد والبصرة والموصل، خطاً بريدياً بين البصرة والعمارة والكوت وبغداد. بعد أن أدرك مدحت باشا، بعد تسلمة مهام عمله أهمية الاتصالات البرقية في الحياة السياسية والاقتصادية ولذلك بدل جهوداً حثيثة للتوسع في هذه الخدمة وجعل بغداد مقراً للخدمة البرقية التي تربطها بالعاصمة استانبول من جهة والمدن العراقية من جهة أخرى، كما استمرت عملية مد الأسلاك البرقية بين بغداد وباقي المدن والقصبات العراقية مثل بعقوبة وكربلاء والنجف والديوانية والكوت ومندلي، وبدره وشهربان والدليم وهيت وعنة. ويرجع تاريخ تأسيس البريد في مجينة النجف إلى العقد الأخير من القرن التاسع عشر وتحديداً سنة 1893 أي خلال عهد الوالي حسن رفيق باشا، إذ أنشئت أول دائرة للبريد والبرق وتم مد خط التغرام إلى النجف في هذا العام. وبعد تشكيل أول حكومة عراقية مؤقتة برئاسة عبد الرحمن النقيب، في 25 تشرين الأول/أكتوبر، 1920، تم تعين أول مدير عام للبريد والبرق وهو حكمت سليمان، وشهدت السنوات اللاحقة، تسلم العراقيين لمناصب الوظيفية البريدية، واحتفظت بريطانيا بمنصب مشاور دائرة البريد علاوة على عدد من الخبراء، وفقاً لنظام المسؤولية المزدوجة، واتخذد عدة قرارات في مجال تنظيم الإدارة عموماً، منها صدور تعميم في 1 ديسمبر، 1921 إلى الدوائر البريدية كافة، باستخدام اللغة العربية إلى جانب اللغة الإنجليزية في المراسلات البريدية، واستمر اتباع قانون البريد الهندي وتعليماته حتى تشريع أول قانون للبريد العراقي في سنة 1930.
ولوحظ تطور كبير في تقديم الخدمات البريدية من خلال الزيادة في عدد دوائر البريد ففي سنة 1933 تأسست عدد من الخطوط البريدية الحديثة:
- أربيل-كويسنجق
- الحلة-طويريج
- الحلة-الكفل
- الكوفة-النجف
- الكوت-الحي-قلعة سكر
- الشامية-غماس
- الديوانية-الشامية
- كويسنجق-رواندز
- البصرة-أبو خصيب

كذلك تم إنشاء عدد كبير من الخطوط البريدية بين عامي 1944-1945 كان من أهمها:
- خط بغداد-كربلاء
- خط بغداد-الرطبة
- خط بغداد-أربيل مخمور
- بغداد-النجف والكوفة
- بغداد البصرة معسكر طلحة في التنومة بعد تأسيس وكالة بريدية فيها.

أبان النظام العراقي السابق، كانت السلطة تفرض رقابة ومنع على الرسائل، وكانت الرسائل تصل إلى أصحابها مفتوحة أو ممزقة أو مشوهة ومختومة بعبارة «فتحت من قبل إدارة البريد»، وكانت دائرة البريد تعد دائرة تابعة للأجهزة الأمنية مما جعل العراقيون يخترعون لغة الرسائل المُشفرة التي تنقل بأيدي سائقي السياراة المتنقلة بين بغداد وعمان لضمان وصولها. أما عن الرقابة بعد عام 2003، قال مدير التبادل التجاري، كاظم سعيد علوان إن «الطرد يفتح أمام المواطن من قبل لجنة مكونة من مدير الإشراف ومسؤول الطرود وممثل عن هيئة الجمارك وليس هناك من رقابة على الرسائل أبدا وكذلك بالنسبة للمطبوعات التي كانت تذهب في السابق إلى لجنة أمنية في وزارة الإعلام لتقرر منعها أو السماح لها، وبصورة عامة كانت كل المطبوعات ممنوعة من الدخول إلى العراق مهما كانت عناوينها أو محتوياتها بما فيها الكتب العلمية، أما الآن فمسموح لكل المطبوعات بالدخول باستثناء المجلات الإباحية التي تنشر صورا منافية للأخلاق والمجتمع. وقال أن البريد الوارد إلى العراق كله مسموح له بالدخول عدا بريد إسرائيل، وقال أيضاً بخصوص الرقابة «لا وجود لمثل هذه الرقابة أبدا ولكل شخص الحرية فيما يكتب ويرسل إلى أي مكان في العالم وليس من حق أي شخص أن يكون رقيبا على كلمات غيره مهما كانت سلطته، فهذا يعتبر خرقا قانونيا تحاسب عليه المواثيق».أما عن رحلة الرسالة، فقال مدير بريد بغداد المهندس فاضل داوود سلمان أن «الرسالة بالنسبة إلى منطقة بغداد تأتي عبر طرفيها الكرخ والرصافة وكذلك من مناطق الأطراف وعبر مكاتبنا البريدية المنتشرة وعددها 65 مكتبا بريديا في عموم العراق ومن خلال مكتبنا يتم تسليم الرسائل إلى قسم التبادل التجاري الذي يتسلم البريد من كل أنحاء العراق». وأوضح مدير التبادل البريدي، كاظم سعيد علوان، تفاصيل الرحلة، «نحن نتسلم البريد الداخلي من مكاتبنا من كل أنحاء العراق ونتسلم البريد الخارجي عن طريق عمان من مطار بغداد الدولي ونقوم بإرسال البريد إلى الخارج عن طريق شركة «دي. اتش. ال» مرة واحدة أسبوعيا ويتم إرسال البريد العراقي كله إلى البحرين قبل ان يوزع إلى دول العالم» وأما عن عمل البريد بعد سقوط النظام فقال، «بدأ العمل بالبريد المركزي مباشرة بعد سقوط النظام بخمسة أيام ولم يتوقف عمل البريد في العراق إلا فترة وجيزة على الرغم من عدم وجود أي مستلزمات لاستمرار العمل الذي ما يزال يعالج يدويا لعدم وجود المستلزمات الآلية في الفحص والوزن والتفاصيل البريدية الأخرى». وأما عن أجور الطرد فقال مسؤول الإشراف في قسم التبادل البريدي، محمد فوزي أن «أجور الطرود تتبع أوزانها والبلاد الذاهبة إليها، وتعتبر أسعار العراق رمزية قياسا إلى أسعار دول العالم، والبريد الوارد إلى العراق كله مسموح له بالدخول عدا بريد إسرائيل، وقد حصلت حالات قليلة جاءت فيها رسائل عابرة إلى إيران عن طريق الترانزيت، وقد قمنا بإعادتها إلى مصدرها باعتبار ان لا وجود للعلاقات لنا مع إسرائيل ولم نتابعه كما يحصل مع البريد الوارد أو الصادر الآخر، فمن حق العميل الذي يقدم لنا طردا ما ولم يصل إلى هدفه ان يستعلم عن مصيره بتقديم طلب إلى دائرة البريد لنتابع له رحلة هذا الطرد والعناوين التي وصلها، وقد حصلت عدة حالات من هذا النوع واستطعنا ان نعرف مصير تلك الطرود ونخبر أصحابها بعد أن نوصلها إلى الهدف» وعن أكثر المشاكل التي تواجه رحلة الرسالة، فقال علوان: «سوء الأوضاع الأمنية، فقد تعرضت بعض سياراتنا لعمليات السلب والسرقة لكل البريد الذي تحمله بين البصرة وبغداد والرمادي وبغداد. فالرحلة الأسبوعية في الداخل تكون بين البصرة فالناصرية والسماوة ثم بابل وتعود إلى بغداد، وهناك خط بصرة ـ عمارة ـ كوت ـ بغداد مباشرة وخط الشمال عبر دهوك ـ اربيل ـ السليمانية ثم كركوك ـ بغداد، وهذا الخط يعمل ثلاث مرات أسبوعيا وخطوط الموصل ـ بغداد وصلاح الدين ـ بغداد والانبار ـ بغداد وديالى، بغداد يومين أسبوعيا.
في عامي 1991 و2003، طور العراق نظام للرمز البريدي لم يستخدم بشكل واسع، وكان الهدف من المحاولة هو التعرف على الشارع أو عنوان التسليم بالإضافة إلى المحافظة والمكتب البريدي، ولكن لسوء الحظ كان هنالك العديد من التحديات في هذا النظام وكان مُعقداً بصورة أكثر من اللازم.
في كانون الأول/ديسمبر 2016، قرر مجلس الوزراء العراقي تعديل اسم الشركة العامة للاتصالات والبريد إلى الشركة العامة للاتصالات وتعديل أهدافها ونشاطها وفقاً لذلك، وتأسيس شركة عامة باسم الشركة العامة للبريد والتوفير برأس مال إجمالي واحد وخمسين مليار دينار، ويتضمن ذلك الموجودات الثابتة لمديرية البريد والتوفير والبالغ خمسون مليار دينار.
في تموز/يوليو 2019، خفضت وزارة الاتصالات تكلفة نقل الطرود البريدية للكيلو غرام الواحد إلى خارج العراق.
في نيسان/أبريل 2019، شرعت الشركة العامة للبريد والتوفير بنقل البريد العراقي بالاتفاق مع زوود مول المتخصصة في مجال نقل البريد من دول العالم كافة إلى العراق بواسطة البريد الجورجي وبالتنسيق مع إدارة البريد اللبناني، وسيتم اعتماد أحدث أنظمة التجارة الإلكترونية لتقديم أفضل الخدمات وبالتالي تعزيز الموارد المالية للشركة وتطبيق نظام IPS Post للخدمات المقدمة من إدارة بريد العراق والتي ستمكن المواطن من الاستعلام وتقفي البعاءث البريدية الصادرة والواردة وبالتعاون مع قسم التبادل البريدي وقسم التسويق والإعلام.
في نيسان/أبريل 2019، أعلنت وزارة الاتصالات عن اعتزامها تنفيذ مشروع تتبع الإرساليات البريدية والمراسلات بين الدوائر الحكومية، من خلال تخصيص رقم (كود) بريدي لكل طرد يرسل عبر منافذ الوزارة، وتدرس تطبيق مشروع الرمز البريدي.
وفي نيسان/أبريل 2020، افتتح وزير الاتصالات، مشروع تطوير الشركة العامة للبريد والتوفير.
في أيلول/سبتمبر 2020 أصدرت دائرة البريد العراقي ولأول مرة سلسلة من الطوابع المخصصة للاحتفال بكنائس البلاد، وتتضمن السلسة ثمانية طوابع تصور العديد من الكنائس التاريخية التي تقع في مناطق مختلفة من العراق وتنتمي إلى جماعات من الطوائف المسيحية المختلفة في العراق.
في تشرين الأول/أكتوبر 2020، أعلنت وزارة الاتصالات العراقية، عن صعود العراق 27 مرتبة ضمن التصنيف الدولي للبريد.

## مركز الخدمة الدولية
في عام 2004، قام كل من إبراهيم حسين علي، مدير العام للبريد، ومستشاري البريد لسلطة الائتلاف المؤقتة/وزارة الاتصالات، ببذل جهود لتصحيح وتحديث نظام الرمز البريدي العراقي.وطور الفريق العراقي نظام شامل للرمز البريدي يعتمد على الأرقام لخدمة العراقيين بشكل أفضل، بعد الاتفاق على إجراء تغييرات على الرمز البريدي المكون من 5 أرقام، وتمكن الفريق من ملاقاة الأهداف الرئيسية: تسريع سير العمليات والنقل والتسليم واقتصاديات النظام البريدي. ومن ضمن المنافع الرئيسية لاستخدام نظام ترميز هي زيادة أ/ن البريد لأنه يقلل من الفرز اليدوي وكذلك إيصال البريد بشكل أسرع وأدق إلى الزبون. ويعتبر تبني رمز بريدي شامل هو الخطوة الأولى باتجاه استخدام العنوان كمقياس للفرز الآلي. وسيسمح بالمحافظة على النظام بسيطاً ومرناً بالنمو المستقبلي في توزيع البريد في العراق. ويستخدم الرمز البريدي الجديد خطة عمل بسيطة مكونة من 5 أرقام للتعريف بالمنطقة الجغرافية والمحافظة والمكتب البريدي ضمن المحافظات، وعلى مستوى مكتب البريد سيكون الفرز على أساس صندوق البريد أو عنوان خاص بالاعمال التجارية، ويعد أهم تغيير في نظام الرمز البريدي العراقي هو استخدام ال5 أرقام في الخط السفلي من المربع المخصص للعنوان فقط.

## تدريب
في تموز/يوليو 2007 نظم مركز التدريب والتطوير التابع لبريد الإمارات دورة بريدية متخصصة في الخدمات البريدية وتطبيقاتها، شارك فيها عدد من موظفي البريد العراقي وبريد الإمارات. وفي 2011، شارك عدد من موظفي البريد العراقي في دورة في مركز التدريب التابع للبريد الأردني، وتلقوا فيها تدريبات شملت التدريب على برنامج تقصي آثر البعائث البريدية وبرنامج الرجبي الخاص بالبريد، كما شملت الدورة التدريب على الأنظمة والبرامج الحديثة التي تم إدخالها على أنظمة وبرامج البريد الإردني.

## تصنيف بريد العراق
جدول بتصنيف ترتيب العراق:
| السنة | الترتيب | التغيير |
| ----- | ------- | ------- |
| 2017  | 143     | أول مرة |
| 2018  | 164     | -21     |
| 2019  | 157     | +7      |
| 2020  | 130     | +27     |

## خدمات البريد العراقي
- التوفير
- الرسائل المسجلة والعادية (داخل القطر تسمى المسجلات الداخلية وخارج القطر تسمى المسجلات الجوية )
- الطرود البريدية.
- المواد الثمينة (المسجلة والعادية).
- الصناديق البريدية
- خدمة هواة الطوابع
- خدمة البريد السريع
- الإعلانات على مباني البريد
- البريد السريع. الشركات الأهلية.